# Kálmán Kánya
Kálmán Kánya (ur. 7 listopada 1869 w Sopronie, zm. 28 lutego 1945 w Budapeszcie) – polityk węgierski, dyplomata. Pełnił funkcję ambasadora Austro-Węgier w Meksyku i Berlinie. Minister spraw zagranicznych Węgier (1933–1938). Stał na czele węgiersko-czechosłowackiej delegacji podczas negocjacji w Komárom, a następnie uczestniczył w pierwszym arbitrażu wiedeńskim. Zabiegał o poparcie przez Hitlera węgierskich roszczeń terytorialnych. Ustąpił po fiasku planu ataku na Ukrainę Zakarpacką. Kawaler Orderu Orła Białego (1938).